# 島田虔次
島田 虔次（しまだ けんじ、1917年（大正6年）8月12日 - 2000年（平成12年）3月21日）は、日本の東洋史学者。京都大学名誉教授。1940年代から中国近世・近代思想史の研究を続け、その後の日本の研究を牽引した。

## 生涯
出生から修学期
1917年、広島県三次市で生まれた。広島高等師範学校附属中学校（現：広島大学附属中学校・高等学校）、広島県立三次中学校（現：広島県立三次高等学校）、中華民国青島日本中学校を経て、1938年に第三高等学校文科丙類を卒業した。京都帝国大学文学部史学科で学び、1941年に卒業。
東洋史研究者として
卒業後は長野県立野沢高等女学校（現：長野県野沢南高等学校）に勤務。1943年、東方文化研究所（現：京都大学人文科学研究所）助手に採用された。東海大学予科教授を経て、1949年に京都大学人文科学研究所助教授となった。1969年に同教授昇格。1975年京都大学文学部教授に配置換えとなり、第3講座(東洋史学)を担当した。1981年に京都大学を停年退官し、名誉教授および同・人文科学研究所名誉所員となった。1997年、日本学士院会員に選出された。
2000年3月21日、肺炎により死去。

## 研究内容・業績
近世・近代の中国思想
研究の軸となったのは、中国の近世から近代にかけての思想史である。主著『中国における近代思惟の挫折』（1949年）は、明末の陽明学者・李贄に西洋的近代思惟の萌芽を見出すという、当時では先鋭的な内容であった。刊行時は無名の若手研究者だったこともあり反響は少なかったが、のちに評価され数度複刊された。本書に対抗する形で溝口雄三をはじめとする後続の研究が出た。
その後、西洋の影響を直接受けた清末民初の中国思想についても研究対象とし、『中国革命の先駆者たち』（1965年）や、『新儒家哲学について：熊十力の哲学'』（1987年）を著した。
前近代の中国思想
また陽明学の前提として朱子学を捉え、その研究成果として、訳注書『大学・中庸』（1967年）や入門書『朱子学と陽明学』（1967年）を著した。晩年・没後に論考集『中国の伝統思想』『中国思想史の研究』や共同研究が刊行された。日本の中国学界では一般に、宋明理学は「中国史」でなく「中国哲学」の専門家の管轄とされるが、島田は「中国史」の専門家としてこれを研究した。また、中江兆民や三浦梅園など日本思想史も扱った。

## 著作
- 『中國における近代思惟の挫折』筑摩書房 1949
  - 改訂版 1970、再版 1978、1986
  - 改訂新版『中国における近代思惟の挫折』上・下、井上進補注・解説、平凡社〈東洋文庫〉2003。[5]
- 『中国革命の先駆者たち』筑摩叢書 1965、再版 1985
- 『朱子学と陽明学』岩波新書 1967[6]
- 『隠者の尊重：中国の歴史哲学』筑摩書房 1997[7]
- 『中国の伝統思想』みすず書房 2001[8]
- 『中国思想史の研究』京都大学学術出版会 2002、改装版 2005[9]

### 訳注など
- 中江兆民『三酔人経綸問答』桑原武夫共訳・校注、岩波文庫 1965
  - 単行版：岩波書店・岩波クラシックス 1983
  - ワイド版岩波文庫 2007
- 『大学・中庸 中国古典選 4』朝日新聞社 1967
  - 朝日文庫「中国古典選」上下 1978[10][11]
- 『辛亥革命の思想』小野信爾共編、筑摩叢書 1968、再版 1985
- 『孫文・毛沢東　世界の名著』中央公論社 1969、中公バックス 1980

訳・担当は孫文「三民主義」、小野川秀美責任編集 
- 改訂新版 中公クラシックス 2006

- 『清末民国初政治評論集　中国古典文学大系 58』西順蔵共編、平凡社 1971
- 『辛亥革命の研究』小野川秀美共編、筑摩書房 1978
- 『三浦梅園　日本思想大系 41』田口正治共編、岩波書店 1982
- 『中江兆民全集』[12]全17巻・別巻、岩波書店 1983-1986

松永昌三・松本三之介・松沢弘陽・溝口雄三・井田進也共編
- 『荻生徂徠全集 第1巻 学問論集』編者代表、みすず書房 1973
- 『王陽明集 中国文明選 6』朝日新聞社 1975
- 宮崎滔天『三十三年の夢』近藤秀樹共校注、岩波文庫 1993
- 『三浦梅園自然哲学論集』尾形純男共編注訳、岩波文庫 1998
- 『梁啓超年譜長編』全5巻、丁文江・趙豊田編、訳者代表、岩波書店 2004

## 関連資料
- 「座談会「先学を語る」：島田虔司先生」『東方学』125, 東方学会, 2013年